# Shadow Galactica
Shadow Galactica (シャドウギャラクティカ Shadō Gyarakutika?) es un grupo de antagonistas en la serie Sailor Moon. 
Se trata de una malévola organización de Sailors cuyo líder es la villana Sailor Galaxia; quien al ser manipulada por la entidad maligna conocida como Chaos (o "el Caos") busca hacer la voluntad de esta. El objetivo final de Shadow Galactica es el de imponer un nuevo orden universal, según los deseos de una Sailor Galaxia engañada. Bajo las órdenes de esta última están varias guerreras caracterizadas como villanas; como por ejemplo las Sailor Animamates, un grupo de guerreras que se dedican a buscar unos objetos místicos llamados "semillas estelares" (conocidas en el manga como "Cristales Sailor"). En el manga también se ve a las Sailor más cercanas a Galaxia y quienes comandan a las Animamates en lugar de esta, las Sailor Senshi del Río Desierto y las Sailor Senshi del Jardín Estelar. 
Las semillas estelares son la esencia de vida de cada uno de los seres de todo el universo. El propósito de las Sailor Animamates es apoderarse de las semillas pertenecientes a las Sailor Senshi, puesto que éstas son semillas de un tipo especial, dotadas de grandes poderes. Si los de Shadow Galactica logran obtener todas estas semillas para Sailor Galaxia, esta logrará el control total del universo entero.

## Líderes

### Chaos
Chaos (カオス Kaosu?) es una entidad primigenia que ha existido desde el principio del universo. En la metaserie Sailor Moon, el Caos o Chaos es el enemigo final de la historia, una entidad maligna que amenaza a toda la galaxia. Representa la oscuridad y maldad que sirven de contrapartida a la luz o resplandor personificado por las heroínas de la serie, las Sailor Senshi -quienes protegen todas las partes de la Vía Láctea-. En todas las versiones de la historia, Caos ejerce una maléfica influencia sobre una Sailor Senshi muy poderosa, Sailor Galaxia, a quien pone en contra de todas sus demás compañeras, con el objetivo de realizar sus malvados planes a través de ella.
Su caracterización nace de la homologación de diferentes dualismos; como la dualidad griega del "cosmos" y "caos" con la de la esperanza y la guerra, la alegría y el dolor, la vida y la muerte, la luz y la oscuridad. Según la cosmogonía griega, el Caos representa desorden y lo impredecible; el espacio "hueco" del cual surgió el orden del cosmos, mundo o universo. Por lo tanto, es la contrapartida mística del Cosmos, de manera notablemente similar a como ocurre en la filosofía oriental del Ying y el yang.

#### En el anime
En la adaptación animada de los años 90, Caos es una entidad que desde el principio de los tiempos amenazaba a todo el cosmos. Por esta razón Sailor Galaxia, la Sailor Senshi más poderosa, luchó contra él para finalmente encerrarlo dentro de sí misma, con el fin de proteger al universo. Pero Caos logra corromper a Galaxia hasta convertirla en una malévola villana, decidida a aniquilar a todas las otras guerreras y así gobernar el mundo entero. La única fuerza capaz de detenerlo, entonces, es la Luz de la Esperanza; una entidad que otorga a Sailor Moon una espada con la cual derrotar a Sailor Galaxia. Sin embargo, Sailor Moon decide no matar a Sailor Galaxia, sino salvarla de la influencia de Caos por medio del poder de su fe y del resplandor de su semilla estelar. Una vez que Sailor Moon logra liberar a Sailor Galaxia de su influencia, Caos es expulsado de su interior bajo la forma de una masa de energía negra, que sale despedida repentinamente y escapa hacia el espacio infinito.
En respuesta a sus preguntas, Sailor Moon cuenta a Sailor Galaxia que Caos ha regresado al lugar que le corresponde, es decir, al interior de todos y cada uno de los corazones de todas las personas del universo. Galaxia concluye que, dado que aún no ha sido destruido, algún día Caos podría regresar; Sailor Moon admite que es posible, pero la exhorta a creer en la fuerza de los corazones de las personas para evitar que eso suceda.

#### En el manga
Chaos es una entidad que se halla oculta en el interior del Caldero Madre, el lugar donde se encuentra el centro de la galaxia, conocido como Zero de Sagitario. Aquí es donde, según la historia, nacen todas las semillas estelares o cristales sailor, dando así origen a todo lo que existe en la Vía Láctea. Esta conceptualización se corresponde con la teoría astronómica de la existencia de un agujero negro supermasivo en el centro galáctico de esta galaxia.
Chaos se autodefine como "quien no logró convertirse en una estrella", así como "quien gobierna a las estrellas oscuras" que nacen en el Caldero de la Galaxia. Aunque no se da a conocer sino hasta el final de la serie, se revela que fue esta entidad quien envió a la Tierra a los anteriores líderes enemigos (la reina Metaria, El Sabio, el Faraón 90 y la reina Neherenia) para atacar a Sailor Moon. Finalmente manipuló a Sailor Galaxia para que robara los cristales sailor o semillas estelares de las amigas de la guerrera, y así obligara a Sailor Moon a ir tras ellos y acabara enfrentándose con el mismo Chaos en la entrada del Caldero Madre. El deseo de Chaos es absorber el poder de todos los cristales sailor de las guerreras de la galaxia, para así tener al Caldero bajo su dominio y así controlar el universo. Sin embargo, para conseguirlo primero debe lograr su principal propósito, el cual es adueñarse del poder de Sailor Moon -quien junto a la propia Galaxia es la guerrera más poderosa- por medio de su cristal sailor, el Cristal Lunar de Plata. 
En el manga, Chaos tiene la apariencia de una enorme masa negra de espacio cuatri-dimensional. Al final, con la ayuda de los poderes de todas las Senshi cuyos cristales sailor se encuentran en el interior del Caldero, Sailor Moon logra derrotar a Chaos y regresar al Caldero y a todos sus seres queridos a la normalidad. Después de la batalla, todos aquellos cuya semilla o cristal fueron robados son revividos y enviados de regreso a su planeta y tiempo de origen. Sin embargo, se indica que el Chaos no ha muerto sino que se ha hecho muy pequeño, lo suficiente para ocultarse indefinitivamente dentro del Caldero. Por lo tanto, algún día recuperará su poder y regresará, adoptando la forma de Sailor Caos.

##### Sailor Chaos
Sailor Chaos (セーラーカオス Sērā Kaosu?) representa el renacimiento de Chaos en un futuro lejano, el mismo del cual proviene Sailor Cosmos. Según esta, Chaos saldrá finalmente del Caldero Madre para renacer como Sailor Chaos. Esta es una malévola Sailor Senshi de poderes invencibles, quien iniciará una serie de devastadoras guerras que pondrán en peligro a la totalidad del universo conocido. 
Sailor Cosmos, frustrada por no poder derrotar a Sailor Chaos, acaba disfrazándose como ChibiChibi y viaja atrás en el tiempo para convencer a la Sailor Moon del pasado de destruir el Caldero, y así evitar que algún día Sailor Chaos emerja en el futuro. Aun así, el valor y la fortaleza mostrada por Sailor Moon al final acaban renovando su fe y disuadiéndola de esta idea.

### Sailor Galaxia
Sailor Galaxia (セーラーギャラクシア Sērā Gyarakushia??), también conocida como "Guerrero Galaxia" es una Sailor Senshi proveniente de afuera del Sistema Solar y la enemiga más poderosa de la guerrera de la luna, Sailor Moon tanto en el manga como en el anime de la temporada "Stars". Tanto en la versión animada como en el manga, las guerreras Sailor Senshi tienen como misión proteger el universo entero, pero Sailor Galaxia es una Sailor Senshi que se ha vuelto malvada y desea gobernar la galaxia entera. Para poder hacerlo sin oposición, trata de adueñarse de las semillas estelares (es decir, almas o espíritus) de todas las demás Sailor Senshi del universo. Por eso envía a sus seguidoras, las Sailor Animamates al planeta Tierra a robar las semillas estelares de las Sailor Senshi del Sistema Solar.

## Sailors corrompidas
A diferencia de las Sailor Animamates, quienes son Sailors falsas, las siguientes integrantes de Shadow Galactica sí son verdaderas Sailor Senshi, y por lo tanto tienen Cristales Sailor. Están por encima de las Sailor Animamates y les dan órdenes en nombre de Sailor Galaxia.

### Sailors del Jardín Estelar

#### Sailor Φ (Phi) y Sailor X (Chi)
Sailor Φ (Phi) (セーラー・ファイ Sērā Fai?) (prounciado como Sailor Fi) y Sailor X (Chi) (セーラー・カイ Sērā Kai?) (pronunciado como Sailor Ki) son las seguidoras más leales que posee Galaxia. Ellas llevan el nombre de dos letras del alfabeto griego, que están escritas como Φ (Phi, pronunciado Fi) y X (Chi, pronunciado Ki). Ambas solo aparecen en el manga y son conocidas como las Guardianas del Jardín Estelar o Sailors Jardineras; puesto que cuidan de las semillas estelares en los jardines alrededor del palacio de Galaxia. Además, sirven como mensajeras y supervisoras del resto de los sirvientes de Sailor Galaxia, informando a esta sobre sus acciones. Sailor Phi aparece por primera vez en el Acto 45, informando un error de Sailor Aluminum Seiren. Sailor Chi aparece junto a ella más tarde, en el Acto 48.

Sailor Phi y Sailor Chi son responsables de las muertes de las Sailors Starlights, Sailor Kakyū, y probablemente muchos otros. Ellas son destruidas por Eternal Sailor Moon en el Acto 49 con su ataque "Silver Moon Crystal Power Kiss", pero no antes de que logren aumentar en gran medida el poder de Sailor Galaxia.

Las dos tienen uniformes similares; el de Phi es verde y el de Chi es el rojo. Cada una lleva un bastón con un símbolo solar en la parte superior del mismo, que pueden utilizar para luchar. Sailor Phi también utiliza un ataque llamado Galactica Plants Blizzard

### Sailors de los Ríos del Desierto

#### Sailor Lethe y Sailor Mnemosyne
Sailor Lethe (セーラー・レテ Sērā Rete?) y Sailor Mnemosyne (セーラー・ムネモシュネ Sērā Munemoshune?) aparecen solo en el manga, en el Acto 48. Son gemelas casi idénticas en apariencia, aunque con diferentes peinados. Provienen de los planetas Lethe y Mnemosyne, respectivamente; éstos se encontraban siempre en guerra, hasta que Sailor Galaxia apareció y puso fin al conflicto, destruyendo ambos mundos. Entonces Sailor Lethe y Mnemosyne, sin otro lugar adonde ir, decidieron ponerse al servicio de Galaxia, con la esperanza de que esta fuera capaz de traer la paz a toda la Vía Láctea. 

A partir de entonces, les fue encomendada la misión de guardar respectivamente el Río del Olvido y el Río de la Memoria, los dos ríos desiertos que guardan la entrada al palacio de Sailor Galaxia, en la estrella Cero de Sagitario.

Sailor Lethe aparece primero, presentándose como la barquera del Río del Desierto. Ella tiende una trampa para hacer caer a Eternal Sailor Moon, la Princesa Kakyū, Chibi Chibi y las Sailor Starlights en las profundidades del Río del Olvido, donde les borra la memoria. Luego mata a Luna, Artemis y Diana frente a los ojos de Usagi. Cuando se dispone a atacar a esta última, es detenida por Sailor Mnemosyne, la Guardiana del Río de la Memoria, quien dice que Sailor Moon (Usagi) ya ha sufrido suficiente. Mnemosyne le proporciona a Kakyū y a Chibi Chibi un poco de agua de su Río de las Memorias, con la cual les regresa todos sus recuerdos.

Al ver esto, Lethe revela su verdadera identidad como Sailor Lethe, la Guardiana del Río del Olvido. Ella sostiene que todas las guerras que están experimentando son a causa de la existencia de Sailor Moon y su Cristal de Plata; luego añade que, si éstos no son destruidos, la paz no llegara jamás. Sailor Moon, entonces, ofrece permitirles a Lethe y a Mnemosyne que tomen su vida, voluntariamente, si realmente creen que con esto se pondrá fin a la violencia. Ellas dos, conmovidas por su actitud de sacrificio, concluyen que la guerra continuará aún si Sailor Moon muere, de todos modos. Pero justo cuando se arrepienten, y deciden liberar a las prisioneras, aparecen Sailor Chi y Sailor Phi, quienes matan a Lethe y a Mnemosyne luego de acusarlas de traidoras.

Sailor Lethe tiene un ataque llamado Galactica Myosotis Alpestris, que utilizó para atacar a Usagi. Myosotis alpestris es el nombre de una especie alpina de Nomeolvides.

## Las Sailor Animamates
Las Sailor Animamates (セーラーアニマメイツ Sērā Animameitsu?) son cinco guerreras entre las seguidoras de Sailor Galaxia. Cuatro de ellas aparecen tanto en el anime como en el manga, mientras que la última, Sailor Heavy Metal Papillon, solo hace aparición en la versión del manga. 
Llevan nombres precedidos por el título de "Sailor", seguido por el nombre de un metal y luego el nombre de un animal, y llevan brazaletes especiales para atacar a los dueños de las semillas estelares, los cuales fueron otorgados por Sailor Galaxia. A pesar de los títulos, en el manga se revela que ninguna de ellas es una verdadera Sailor Senshi, sino que cada una de ellas traicionó a la Sailor Senshi de su planeta natal, para convertirse en aliadas de Sailor Galaxia. La versión del manga las retrata como personas a las que Galaxia prometió poder, incluyendo la capacidad de convertirse en verdaderas Sailor Senshi, después de que hubieran finalizado la misión de Shadow Galactica.
Esta historia de fondo no se menciona en el anime de los años 90; en cambio, la Princesa Kakyū comenta que Sailor Tin Nyanko una vez fue una verdadera Sailor Senshi. Por otra parte, aquí ellas se disfrazan de empleadas de una ficticia estación de televisión de Tokio, Galaxy TV (Ginga Terebi), llamada Televisora Vía Láctea en Latinoamérica. Con el fin de investigar o acercarse a sus víctimas, pueden ir de un lugar a otro teletransportándose por medio de una cabina telefónica de color negro.   
Bajo el mando de Sailor Galaxia, ellas van en búsqueda de ciertas semillas estelares. Las semillas estelares son el espíritu de cada persona o ser con vida en la galaxia, que a menudo se encuentran ocultas en el interior del cuerpo de cada individuo. Sailor Galaxia ordena a las Sailor Animamates buscar semillas de un tipo especial, que en el anime son llamadas "verdaderas", mientras que en el manga se las llama "Cristales Sailor". Estas semillas, a diferencia de las comunes, pertenecen a seres con grandes poderes sobrenaturales. Por lo tanto, están dotadas de un gran poder, necesario para que Galaxia pueda realizar su plan de conquistar la galaxia. 
Sin embargo, la extracción de la semilla estelar puede causar grave daño a su dueño, especialmente si no se devuelve a tiempo. Por esta razón, Sailor Moon y las Sailor Senshi deciden enfrentarse a las Sailor Animamates y tratar de detenerlas. En el anime, las Animamates desconocen quién posee una semilla "verdadera" y quién solo tiene una común, por lo que deben extraer las semillas de numerosas personas al azar, una por una, en busca de aquellas que en verdad desean. Eternal Sailor Moon es además la única que tiene el poder de restablecer las semillas estelares de los inocentes de regreso a sus dueños, una vez que éstas han sido extraídas. En el manga, en cambio, las Sailor Animamates saben que las verdaderas semillas estelares, conocidas aquí como Cristales Sailor, solo pertenecen a las Sailor Senshi, por eso atacan a Sailor Moon y a sus amigas (reales poseedoras de estas semillas), directamente.

### Sailor Iron Mouse
Sailor Iron Mouse (セーラー・アイアン・マウス Sērā Aian Mausu?) es la primera Sailor Animamate en aparecer. Exhibe una personalidad un tanto infantil e intensa, que por lo general elige a personas famosas o impresionantes como sus víctimas; un trabajo que parece disfrutar. Fiel a su nombre de ratón, Iron Mouse es muy corta de estatura (Naoko Takeuchi dice que es de la altura de Chibiusa, si bien ella no es tan baja en el anime). También le tiene miedo a los gatos.
Iron Mouse tiene una muy corta aparición en el manga. Aparece en el Acto 43, en el Salón de Música Fantástica durante el concierto conjunto entre los Three Lights y Michiru Kaioh. Ataca a las Sailor con su técnica Galactica Crunch con la intención de robar sus cristales Sailor, pero antes de lograrlo es aniquilada por Sailor Star Healer con su ataque "Star Sensitive Inferno". También puede disparar un rayo de energía púrpura de las manos.  
Más tarde, se descubre que ella traicionó a Sailor Chu (la verdadera Sailor Senshi del planeta Chu, su planeta de origen) y entregó el Cristal Sailor de esta a Sailor Galaxia, a cambio de sus poderes.
En la adaptación animada de los años 90, Sailor Iron Mouse aparece a partir del episodio 173 y es la antagonista de varios capítulos posteriores; pero finalmente en el episodio 181 es eliminada por la propia Sailor Galaxia, como castigo a su fracaso en la búsqueda de "verdaderas" semillas estelares. A pesar de esto, antes de morir Iron Mouse logró descubrir la identidad de una de las Sailor Starlights, Sailor Star Fighter.

### Sailor Aluminum Siren
Sailor Aluminum Siren (セーラー・アルーミナム・セイレーン Sērā Arūminamu Seirēn?) es la segunda Sailor Animamate en aparecer. En el manga, aparece por primera vez en el Acto 44, sobre el techo de la escuela Juban, y ataca a Usagi Tsukino y a Seiya Kou con su técnica, Galactica Tsunami. Luego tiene éxito en el robo de los Cristales Sailor (semillas estelares) de Sailor Mercury y Sailor Jupiter, matándolas, si bien a continuación Sailor Star Maker y Sailor Star Fighter la destruyen con sus ataques "Star Sensitive Inferno" y "Star Serious Laser". 

En el anime de los años 90, Aluminum Siren hace su primera aparición en el episodio 182. Disfrazada como "Reiko Aya", ella trabaja junto con "Akane Karasuma" (Sailor Lead Crow), quien revela que alguna vez ambas fueron rivales, compitiendo por el puesto Número Uno entre las Sailor Animamates. Con el tiempo, Sailor Aluminum Seiren descubre la identidad secreta de Sailor Moon como Usagi Tsukino, tras lo cual casi consigue robarle el Cristal de Plata y causar la muerte de esta. Pero las amigas de ella se transforman en Sailor Senshi, llegan junto con las Sailors Starlights y la detienen. A pesar de haber descubierto las identidades de todas ellas, es asesinada por Galaxia en el episodio 188, antes de que pueda revelárselas, debido a su fracaso en derrotar a Sailor Moon. Ella es la única de las Sailor Animamates que utiliza su ataque del manga, Galactica Tsunami, también en el anime, a pesar de que en esta última versión el ataque solo consiste en lanzar objetos cercanos como botellas de agua, cajas de jugo, latas de refrescos, etc., para herir a su oponente.

### Sailor Lead Crow
Sailor Lead Crow (セーラー・レッド・クロウ Sērā Reddo Kurō?) es la tercera Animamate en aparecer.

En el anime de los años 90, aparece en el episodio 182, como una amiga de Sailor Aluminum Seiren. Ella usa el seudónimo de "Akane Karasuma" y dice ser la líder de las Sailor Animamates, revelando que considera a Sailor Aluminum Seiren como su "gran rival". Sin embargo, cuando Sailor Aluminum Seiren muere, Lead Crow lamenta su pérdida y trata de completar el trabajo que ella empezó. El recuerdo de la muerte de su rival parece perseguirla, y piensa en ella a menudo. A Sailor Lead Crow no le agrada Sailor Tin Nyanko, pero trabaja con ella durante un tiempo, lo que la conduce a ser asesinada en su propia trampa una vez que Nyanko la sabotea. Cuando ella muere, fallece gritando el nombre de Sailor Aluminum Seiren. 

A pesar de tener mal carácter, Sailor Lead Crow es muy inteligente y una luchadora especializada, que a menudo ataca a sus enemigos sirviéndose de un látigo. En el episodio 193, se las ingenia para derrotar a Sailor Mars, Sailor Venus, Sailor Jupiter y Sailor Mercury en la batalla, siendo la única Animamate en participar en un combate simultáneo contra tantas de Sailor Senshi del Sistema Solar al mismo tiempo. 

En el manga, aparece por primera vez en el Acto 45, en el templo de Rei Hino (Sailor Mars) para enfrentarse a los cuervos mascota de Rei, Phobos y Deimos, quienes son en realidad las formas animales de las dos guardianas de Rei en su calidad de Princesa de Marte. Tras reconocer a Phobos y Deimos como sus dos antiguas compatriotas del mismo planeta natal, Coronis, Sailor Lead Crow revela que también traicionó a la Sailor de su planeta natal, Sailor Coronis. Entonces usa su técnica Galactica Tornado para robar las semillas estelares de las dos guardianas, tomando brevemente a Sailor Mars de rehén hasta de que Sailor Moon consigue tomarla por sorpresa, destruyéndola con su ataque Starlight Honeymoon Therapy Kiss.

### Sailor Tin Nyanko
Sailor Tin Nyanko (セーラー・ティン・にゃんこ Sērā Tin Nyanko?), aliasNyanko Suzu (鈴にゃんこ Suzu Nyanko?), es la cuarta Animamate en aparecer. 

En el manga, se revela que Sailor Tin Nyanko traicionó a Sailor Mau, la verdadera Sailor Senshi de Mau (su planeta de origen), para aliarse a Sailor Galaxia a cambio de obtener nuevos poderes. Tin Nyanko aparece en el Acto 45, como una nueva estudiante que ha sido transferida; y quien pronto aparenta desear hacer amistad con Usagi Tsukino, la protagonista de la serie. Al igual que Sailor Lead Crow, Tin Nyanko acaba enfrentándose directamente con aquellos entre los aliados de las Sailor Senshi que también provienen de su mismo planeta natal, Mau; en este caso, con Luna y Artemis. La hija de ellos, Diana, regresa del futuro para protegerlos, pero Tin Nyanko acaba persiguiendo a los tres, forzándolos a adoptar su forma humanoide para tratar de escapar. Finalmente, el ataque de Sailor Tin Nyanko daña las marcas de luna creciente que cada uno lleva sobre su frente; lo que los regresa por la fuerza a su apariencia de gatos ordinarios; dejándolos además, muy malheridos. Entonces Tin Nyanko es contraatacada por Sailor Star Fighter y, aunque ella logra escapar ilesa, es asesinada más tarde por Sailor Galaxia, a causa de su fracaso; siendo en esta trama la única de las Animamates en morir a manos de ella, a diferencia de como ocurre en la versión animada. 

En el anime de los años 90, Tin Nyanko aparece en el episodio 188 como una rival de Sailor Lead Crow y Sailor Aluminum Seiren. Ella es en parte responsable de las muertes de estas dos,  y en el proceso logra descubrir la verdadera identidad de Sailor Moon (Usagi). Durante su enfrentamiento, Sailor Moon trata de convertirla en una buena persona, usando su técnica de redención mágica. Pero solo logra redimir la mitad de su personalidad, al destruir uno de los dos brazaletes que Tin Nyanko lleva puestos en las muñecas, y que sirven para mantener a Tin Nyanko bajo el control de Sailor Galaxia. Estos brazaletes reprimen cualquier impulso benévolo en su interior, al igual que como ocurre con el resto de las seguidoras de Galaxia, para así mantenerlas bajo su servicio. La destrucción de uno de los brazaletes permite que el lado bondadoso de Sailor Tin Nyanko sea parcialmente liberado, y reaparezca. Simbólicamente, la mitad de su traje negro también se vuelve blanca.  Sin embargo, esta parte acaba en constante lucha con la otra parte su personalidad que es aún controlada por Galaxia, por medio del otro brazalete. Dicha crisis causa que Tin Nyanko termine enloqueciendo, por lo que Sailor Galaxia resuelve la situación, en el episodio 195, mediante la eliminación de la pulsera restante, y por tanto la muerte de Tin Nyanko.  Cuando ella muere, su cuerpo desparece; lo único que queda es un pequeño cascabel de oro, que había sido parte de su uniforme.

De acuerdo con otra obra de la creadora de la serie, el Materials Collection, Tin Nyanko también tiene la capacidad de manipular los aromas y, supuestamente, tiene también nueve vidas como los gatos.

### Sailor Heavy Metal Papillon
Sailor Heavy Metal Papillon (セーラー・ヘビーメタル・パ ピヨン Sērā Hebīmetaru Papiyon?) es la quinta de las Animamates en aparecer, si bien solo aparece en el Acto 49 del manga. Ella viene del planeta Cocoon. En el artbook del manga realizado por creadora de la serie, Naoko Takeuchi, llamado Materials Collection, se dice que el personaje es capaz de manipula el fuego y otra de sus técnicas de ataque se llama Galactica Scales, aunque ésta no se nombra en el manga. Por otra parte, se la describe como una madre que ya tiene hijos propios, así como también como una bailarina de samba, con un gran  "sex appeal". 	

Conocida como la "Cazadora de Almas", Sailor Heavy Metal Papillon es la guardiana de un cementerio rodeado de mariposas cercano al palacio de Sailor Galaxia, en la estrella Cero de Sagitario del centro de la Vía Láctea. Estas mariposas son restos de almas de aquellas Sailor Senshi fallecidas cuyos cristales ya han sido robados por las seguidoras de Sailor Galaxia. Ella les muestra a las recién llegadas Eternal Sailor Moon, princesa Kakyū, y ChibiChibi las fosas que habían sido cavadas para ellas, tras lo cual las ata a unas gigantes cruces de madera y se prepara para darles muerte, quemándolas vivas. A pesar de ello, sus tres prisioneras son salvadas por la inesperada llegada de Sailor Chibi Moon y el Sailor Quartetto. Sailor Chibi Moon destruye las cruces de madera con su técnica Pink Ladies' Freezing Kiss, liberando a las tres amigas, mientras que las del Sailor Quartetto destruyen a la propia Sailor Heavy Metal Papillon por medio de un ataque en conjunto, llamado Amazoness Jungle Arrow.

## Phage
Los Phage ("Sailor Zombies" en Latinoamérica) aparecen únicamente en el anime de los años 90. Cuando una Sailor Animamate ataca a una persona con sus brazaletes con el fin de extraer su Semilla Estelar, tiene que esperar a que la semilla mantenga su brillo, con lo cual se comprueba que la víctima tiene una "verdadera" Semilla Estelar; por el contrario, perder su brillo indica que la víctima no posee una semilla verdadera. Al haber perdido el brillo de su semilla, la víctima se transforma en un Phage, un monstruo que tiene un collar de Sailor Guardian y atributos o cualidades exageradas de la víctima. Solo Sailor Moon y la Princesa Kakyuu cuentan con la habilidad de purificar a la víctima y devolverle el brillo a su Semilla Estelar, con lo cual la víctima regresa a su forma original y recupera su semilla. Las Sailor Animamates utilizan a los Phage de apoyo en sus combates contra las Sailor Guardians, en la mayoría de los casos dejándolos solos en batalla y ellas regresando a la Televisora Vía Láctea.